# 蛇島 (京都府)

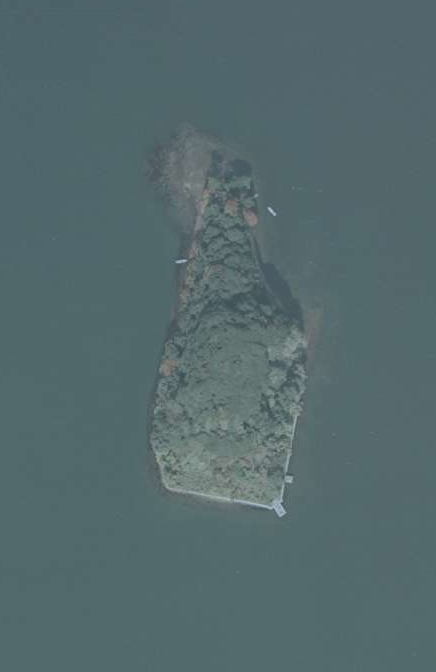

蛇島（じゃじま）は、京都府舞鶴市佐波賀に属し、舞鶴湾に所在する島（無人島）である。

## 地理
蛇島は、舞鶴市佐波賀集落の南約700メートルにあり、周囲約650メートル、南北約260メートル、東西約100メートル、標高約40メートルの細長い島である。この島に海城を構築した逸見氏（へんみし）の名前からへびに転訛して、蛇島となったと伝えられる。
島にはタブノキの群落があり、京都府レッドデータブックにおいて管理維持のカテゴリーに指定されている

## 歴史
島にはかつて逸見氏が構築した城があり、戦国時代には連歌師の里村紹巴が城に2泊滞在したとされている。
かつては近くの住民によって畑作に用いられていた。1916年（大正5年）に日本海軍が取得して1922年（大正11年）にガソリン庫として整備された。ガソリン庫は、島を東西に貫くトンネル構造のものが4本あり、1つのトンネルは高さ3.5メートル、幅3.6メートル、長さは65 - 70メートル程度ある。トンネル内にタンクを並べて配管をつないでガソリンを保管していた。船が着岸できるように島の半周に石垣の護岸も整備されていた。戦前は海軍関係者の海水浴場としても使用されていた。
第二次世界大戦後アメリカ軍が島を接収し、その後は国有財産として管理されてきた。しかし非公式に周辺の住民が島でダイコンなどの栽培をしてきた。
横須賀市、呉市、舞鶴市、佐世保市の旧軍港4市は共同で旧海軍施設を日本遺産に2016年（平成28年）に登録していた。2020年（令和2年）6月19日、蛇島のガソリン庫が追加登録された。今後調査研究や活用に向けた環境整備に取り組む方針となっている。